# Furtwänglerstraße 19

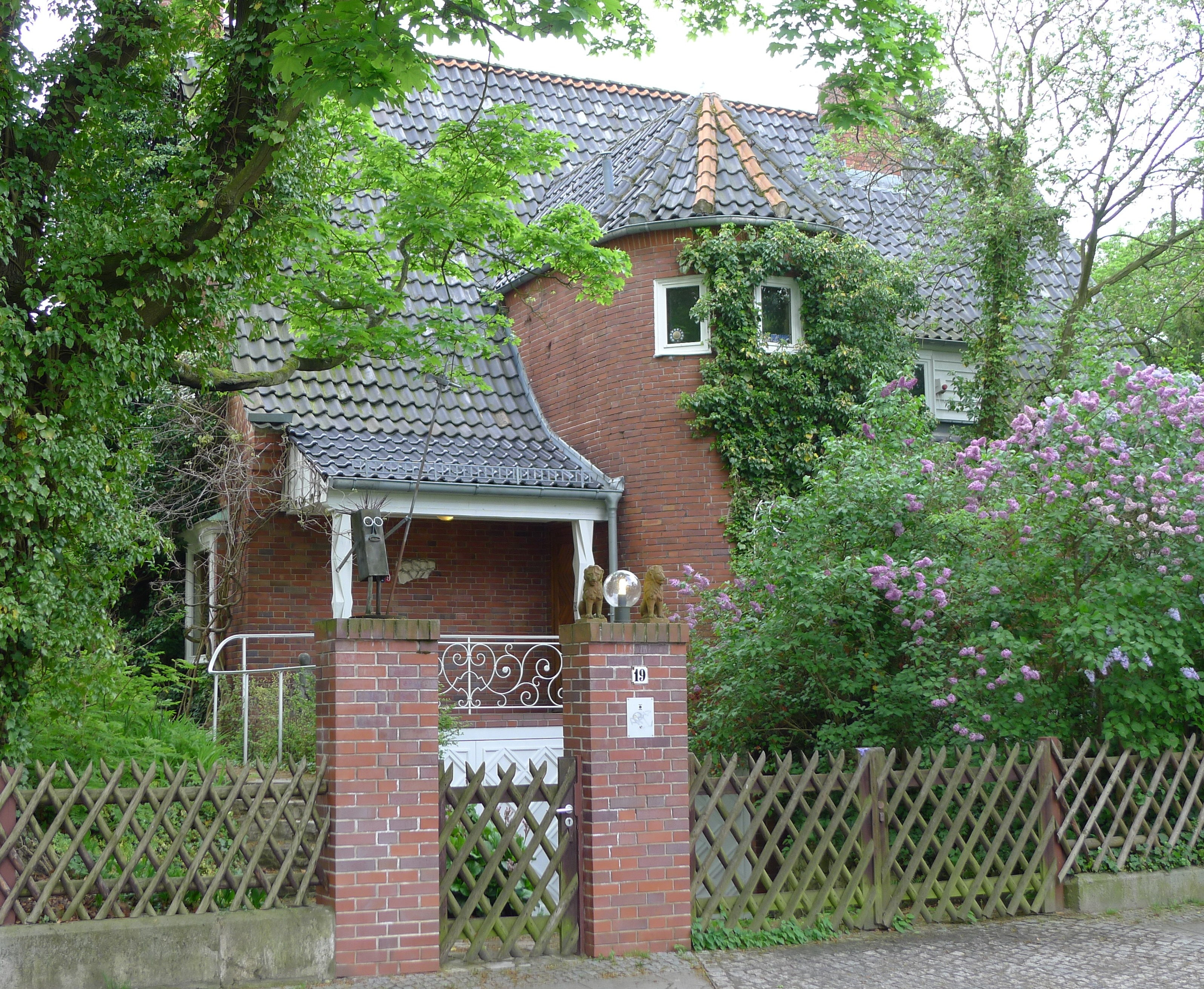
Furtwänglerstraße 19

Das Einfamilienhaus Furtwänglerstraße 19 im Berliner Ortsteil Grunewald des Bezirks Charlottenburg-Wilmersdorf steht seit 1993 unter Denkmalschutz.

## Geschichte
Von 1934 bis 1935 plante der Architekt Fritz Taphorn hier sein Haus zu errichteten. Seine Vorstellungen wurden durch die Brüder Walter und Johannes Krüger zur Ausführung gebracht. Dadurch bildeten sich architektonische Mischformen. Der expressionistische Klinkerbau wurde von den Brüdern in einen Landhausstil eingebettet. Der traufständige, von einem steilen Satteldach abgeschlossene Klinkerkubus verfügt über eine runde Auslucht und geschnitzte Holzpfeiler in der Eingangsvorhalle.
1967 wurde das Anwesen von Ulrich Schamoni aus den Erlösen seines Films Es erworben. Aus Kostengründen fiel die Wahl späterer Drehorte auf sein Haus. Er begrüßte diese Wahl mit den Worten: „Na prima, dann brauche ich zum Drehen erst gar nicht außer Haus zu gehen.“ Folgende Filme hat er dort gedreht:
- 1970: Wir zwei (Regie/Drehbuch/Darsteller)
- 1974: Chapeau Claque (Regie/Drehbuch/Darsteller)
- 1980: Das Traumhaus (Regie)
- 2012: Abschied von den Fröschen postum durch die Tochter Ulrike Schamoni herausgebracht

In seinem Haus verstarb Schamoni am 9. März 1998.